# After Burner III
After Burner III (яп. アフターバーナー III Афута: Ба:на: III) — компьютерная игра для дополнения Mega Drive/Genesis Sega Mega-CD и домашнего компьютера FM Towns, выпущенная в 1992 и 1993 годах. Является продолжением игры After Burner II. Разработана компанией CRI Middleware и выпущена Sega.

## Геймплей
Игрок управляет самолётом F-14 Tomcat с тем же оружием, как и в других играх серии After Burner. Штаб-квартира сообщает пилоту, что враг начал строительство аэродромов и баз по всей пустыне. Игрок должен все эти постройки уничтожить, и желательно также избавиться от нескольких самолётов противника.
After Burner III значительно отличается от After Burner II. Благодаря компакт-диску, носителю Sega Mega-CD, в игре имеется кинематографическая последовательность. Так называемый «скользящий режим» (англ. rolling mode) стал необязательным. Кроме того, в главном меню можно менять ракурс камеры. В первом из них, выставленном по умолчанию, камера находится в кабине, как и в обычных симуляторах. Вторым типом является вид сзади, как в After Burner II. Однако задняя камера усложняет стрельбу, так как будет невозможно увидеть цель.
Музыка After Burner III состоит из ремиксов песен предшественника и нескольких новых композиций.

## Отзывы и мнения
Игра получила смешанные оценки от критиков. Сайт Shin Force хвалил игру за самолёты, геймплей, графику и звук, в итоге оценив в 8,7 баллов. Журнал Game Players назвал игру «хорошим шутером», но одновременно с этим «разочарованием».
Сайт Sega-16.com оценил игру в 50 баллов из 100, назвав игру «позором для Ю Судзуки» и посоветовав вместо неё купить порт After Burner для Sega 32X. Оценку F дал сайт The Video Game Critic.